# Witamy na Hawajach
Witamy na Hawajach (ang. Aloha) – amerykańska komedia romantyczna napisana, wyprodukowana i wyreżyserowana przez Camerona Crowe’a. Główne role grali Bradley Cooper, Emma Stone, Rachel McAdams, Bill Murray, John Krasinski, Danny McBride i Alec Baldwin. Został wydany 29 maja 2015. Otrzymał raczej negatywne recenzje krytyków i zarobił tylko 26 mln $, przy budżecie o wysokości 52 mln $, co czyni go tzw. box office bomb. Film zdobył trzy nominacje do Teen Choice Awards w 2015.

## Obsada
- Bradley Cooper jako Brian Gilcrest
- Emma Stone jako Captain Allison Ng
- Rachel McAdams jako Tracy Woodside
- Bill Murray jako Carson Welch
- John Krasinski jako John "Woody" Woodside
- Danny McBride jako Colonel "Fingers" Lacy
- Alec Baldwin jako  General Dixon
- Bill Camp jako  Bob Largent
- Michael Chernus jako Roy
- Danielle Rose Russell jako Grace
- Jaeden Lieberher jako Mitchell
- Edi Gathegi jako Lieutenant Colonel Curtis
- Ivana Miličević jako twórca biografii
- Bumpy Kanahele jako on sam

## Produkcja
Jako pierwsza do obsady trafiła Emma Stone w 2012. 31 lipca 2013 ogłoszono, że w filmie zagra także Alec Baldwin.